# Trbosilje
Trbosilje (cyr. Трбосиље) – wieś w Serbii, w okręgu maczwańskim, w mieście Loznica. W 2011 roku liczyła 317 mieszkańców.